# Municipio de Adrian (Minnesota)
El municipio de Adrian (en inglés: Adrian Township) es un municipio ubicado en el condado de Watonwan en el estado estadounidense de Minnesota. En el año 2010 tenía una población de 142 habitantes y una densidad poblacional de 1,54 personas por km².

## Geografía
El municipio de Adrian se encuentra ubicado en las coordenadas 44°3′42″N 94°47′21″O / 44.06167, -94.78917. Según la Oficina del Censo de los Estados Unidos, el municipio tiene una superficie total de 92.06 km², de la cual 90,16 km² corresponden a tierra firme y (2,07 %) 1,91 km² es agua.

## Demografía
Según el censo de 2010, había 142 personas residiendo en el municipio de Adrian. La densidad de población era de 1,54 hab./km². De los 142 habitantes, el municipio de Adrian estaba compuesto por el 97,89 % blancos, el 1,41 % eran de otras razas y el 0,7 % eran de una mezcla de razas. Del total de la población el 1,41 % eran hispanos o latinos de cualquier raza.